# Udrežnje
Udrežnje (en serbe cyrillique : Удрежње) est un village de Bosnie-Herzégovine. Il est situé dans la municipalité de Nevesinje et dans la république serbe de Bosnie. Selon les premiers résultats du recensement bosnien de 2013, il compte 189 habitants.
Le 2 juin, 1941, les Ustaše ont attaqué le village et ont tué 27 habitants. Les familles suivantes ont été touchées : Vujadinović, Vukosav, Draganić, Gambelić, Kljakić, Šipovac, Šakota et Škipina.

## Démographie

### Évolution historique de la population dans la localité
| 1948 | 1953 | 1961 | 1971 | 1981 | 1991 | 2013 |
| ---- | ---- | ---- | ---- | ---- | ---- | ---- |
| -    | -    | 626  | 583  | 405  | 309, | 189  |

|  |